# Hello (мини-альбом Karmin)
Hello — мини-альбом американского поп-дуэта Karmin выпущен в 2012 году на лейбле Epic Records (Sony Music Entertainment).

## Об альбоме
Группа достигла популярности путём размещения кавер-версий хип-хоп песен: «Look at Me Now» (Chris Brown), Lil Wayne «6 Foot 7 Foot» и Nicki Minaj «Super Bass» на видеохостинге YouTube. После предложений от Jermaine Dupri, Atlantic Records и ряда других, дуэт подписал контракт с Sony и Epic Records, под новым руководством в лице LA Reid. В конце июня дуэт начал записывать свой дебютный альбом с продюсерами Warryn Campbell, Kane Beatz, Jon Jon Traxx, The Runners, Kwamé, D’Mile, Oak и Andrew «Pop» Wansel, Harvey Mason, Jr. of The Underdogs, Tricky Stewart, Rodney «Don Vito» Richard , The Exclusives, J. R. Rotem, Sham 'Sak Pase' Joseph, Christian Rich, Hit-Boy, The Fliptones, Kenneth «Soundz» Coby, The Composer, Stargate. Во время интервью для Z100 (New York City Radio Station) они сказали, что их первый сингл «Crash Your Party» возможно войдет в этот альбом, но по некоторым причинам этого не случилось.
Изначально Hello должен был стать полноценным альбомом, но из за нехватки музыкального материала, был выпущен как миньон.

Через свою официальную страницу в социальной сети Twitter дуэт объявил, что альбом будет носить название Hello. Эми в интервью для BeatWeek объяснила название альбома:
Мы решили что это будет прекрасное название , так как этот альбом представляет нас. Когда вы будете слушать альбом, вы услышите нашу историю.
| Оценки критиков | Оценки критиков |
| Источник        | Оценка          |
| --------------- | --------------- |
| Allmusic        | [ 3 ]           |
| Rolling Stone   | [ 4 ]           |

Альбом получил смешанные отзывы от критиков. The Boston Herald, The Boston Globe и Los Angeles Times, оставили положительные отзывы.
Rolling Stone и The New York Times оставили крайне негативные отзывы.

## Синглы
Песня «Brokenhearted» стала первым синглом из Hello. Релиз сингла на радио состоялся 7 февраля 2012 года. Впоследствии, песня стала первым синглом, который появился в чарте Billboard Hot 100 на 16 месте. Также сингл достиг 1 места в чарте Hot Dance Club Play , 12 места в Pop Digital Songs и 10 места в Mainstream Top 40. Сингл был сертифицирован платиновым (продан в количестве 1.000.000 копий).
«Hello» появилась на радио 31 июня 2012 в качестве второго сингла из альбома. Сингл дебютировал на 89 месте в Billboard Hot 100. Пиковой позицией стало 62 место.

## Список композиций
| №                   | Название              | Автор(ы)                                                                             | Producer(s)                               | Длительность |
| ------------------- | --------------------- | ------------------------------------------------------------------------------------ | ----------------------------------------- | ------------ |
| 1.                  | «Walking on the Moon» | Amy Heidemann, Nick Noonan, Claude Kelly, John Webb, Jr.                             | Jon Jon, Claude Kelly*                    | 3:33         |
| 2.                  | «Brokenhearted»       | Heidemann, Noonan, Kelly, Emily Wright, Elite, Henry Walter, John Hill, Richard Head | Cirkut, Emily Wright                      | 3:47         |
| 3.                  | «I Told You So»       | Heidemann, Noonan, Webb, Jr.                                                         | Jon Jon                                   | 2:48         |
| 4.                  | «Too Many Fish»       | Heidemann, Noonan, Christopher Stewart, Rodney Richard, Sean McMillion, Ralph Jeanty | Tricky Stewart, Don Vito, The Exclusives* | 3:18         |
| 5.                  | «I'm Just Sayin'»     | Heidemann, Noonan, Webb, Jr.                                                         | Jon Jon                                   | 3:35         |
| 6.                  | «Coming Up Strong»    | Heidemann, Noonan, Kenneth Coby                                                      | Soundz                                    | 3:38         |
| 7.                  | «Hello»               | Heidemann, Noonan, Kelly, M.S. Eriksen, T.E. Hermansen, A. Rowe                      | Stargate                                  | 3:57         |
| Общая длительность: | Общая длительность:   | Общая длительность:                                                                  | Общая длительность:                       | 24:36        |

| №  | Название                                              | Длительность |
| -- | ----------------------------------------------------- | ------------ |
| 8. | «Brokenhearted» (Mixin Marc & Tony Svejda Club Remix) | 5:36         |